# بين روبرتس
بين روبرتس (بالإنجليزية: Ben Roberts) (22 يونيو 1975 في المملكة المتحدة - ) هو لاعب كرة قدم بريطاني في مركز حراسة المرمى. شارك مع منتخب إنجلترا تحت 21 سنة لكرة القدم. أما مع النوادي، فقد لعب مع برادفورد سيتي وبرايتون أند هوف ألبيون وتشارلتون أثلتيك وديري سيتي ونادي ريدنغ ونادي لوتون تاون ونادي ميدلزبره ونادي ميلوول ونادي هارتلبول يونايتد ويوفل تاون وويكمب وندررز.

## وصلات خارجية
- بين روبرتس على موقع قاعدة بيانات كرة القدم.إي يو (الإنجليزية)
- بين روبرتس على موقع Soccerbase.com (لاعب) (الإنجليزية)
- بين روبرتس على موقع عالم كرة القدم.نت (الإنجليزية)